# Fredskrisen 1782-83
Fredskrisen 1782-83 er betegnelsen for en dansk økonomisk og finansiel krise, der satte ind ved afslutningen af Den Amerikanske Uafhængighedskrig (1776-83). Krisen medførte sammenbrud i flere store københavnske handelshuse.

## Forløbet af krisen
Det danske monarki var neutralt under Den Amerikanske Uafhængighedskrig. Herved kunne danske skibe uhindret handle på franske, hollandske og spanske besiddelser i Caribien og i Asien, hvorfra varer blev fragtet til København. Fra København blev varerne videresolgt til andre europæiske lande. Der skete herved en stor opblomstring af den danske handel, og store indtægter blev indtjent af handelshusene i København. Handelsflåden blev udvidet, og det kom til store kursstigninger på aktier. Under krigen blev handelen yderligere fremmet gennem regeringens merkantilistiske politik, der indebar støtte til handelen, ligesom der oprettedes en række nye handelskompagnier, således Det Vestindiske Handelsselskab (1778), Den Kongelige Grønlandske, Islandske, Finmarkske og Færøske Handel (1781), Det Østersøiske og Guinesiske Handelsselskab (1781) samt Handels- og Kanalkompagniet (1782). Ekspansionen i handelen finansieredes i stort omfang ved lån, herunder lån optaget fra Kurantbanken.
Da det i løbet af 1782 i stigende grad blev sandsynligt, at der ville blive sluttet fred i Den Amerikanske Uafhængighedskrig, blev det vanskeligt for de københavnske handelshuse at optage lån. Samtidig kom det til store fald i priserne på varer, hvilket ramte handelshusene, der lå inde med store varelagre. Udlændinge begyndte at trække kapital bort fra Danmark, hvilket medførte en stor svækkelse i kursen på pengesedler udstedt af Kurantbanken. Det kom yderligere til store fald i kurserne på aktier noteret på Københavns børs. 
Fra oktober 1782 og frem til august 1783 gennemførte regeringen en politik, hvor der blev givet store lån til de københavnske handelshuse. Flere af handelshusene måtte senere afvikles med store tab for långiverne, herunder staten. Et af de største sammenbrud fandt sted i handelshuset drevet af Henrik Bolten. I januar 1783 blev der udstedt en forordning mod forbrug af luksusvarer, blandt andet forbrug af vin.
Efter fredsslutningen i 1783 blev de danske handelshuse igen udelukket fra at handle på de franske, hollandske og spanske kolonier, og en stor del af grundlaget for krigstidens danske handel faldt derved bort.

## Politiske konsekvenser
Politikken med støtte til handelshusene blev tilrettelagt af regeringens ledende person, den kongelige kabinetssekretær Ove Høegh-Guldberg. Politikken mødte modstand fra en række andre ledende personer i statsadministrationen, blandt andre kommerceministeren (handelsministeren) Ernst Schimmelmann. Modstanderne af støttepolitikken tog enten deres afsked eller blev fjernet fra deres poster. Flere blev senere i april 1784 aktive i kuppet, der bragte kronprins Frederik (den senere Frederik 6.) til magten.